# جونگ جین هوان
جونگ جین هوان (کره‌ای: 정진환؛ زادهٔ ۲۸ آوریل ۱۹۹۳) خواننده، رپر و بازیگر اهل کره جنوبی است. او به عنوان لیدر سابق گروه پسرانه کره‌ای The Man BLK زیر نظر استاردیوم انترتینمنت شناخته می‌شود.

## فیلم‌شناسی

### مجموعه تلویزیونی
| سال  | عنوان                 | نقش           | توضیحات      | منابع       |
| ---- | --------------------- | ------------- | ------------ | ----------- |
| ۲۰۱۸ | Govengers             | جونگ جین هوان |              | [ ۱ ] [ ۲ ] |
| ۲۰۱۸ | سرمست از مزه خوب      | پارک جین سو   |              | [ ۳ ] [ ۴ ] |
| ۲۰۱۹ | ارتقا                 |               | حضور افتخاری |             |
| ۲۰۲۰ | رستوران سوشی گو دو ری | مو ته کیونگ   |              | [ ۵ ] [ ۶ ] |
| ۲۰۲۰ | مکانیک روح            | سونگ مین هو   | حضور افتخاری | [ ۷ ] [ ۸ ] |